# Plinthina beyonceae

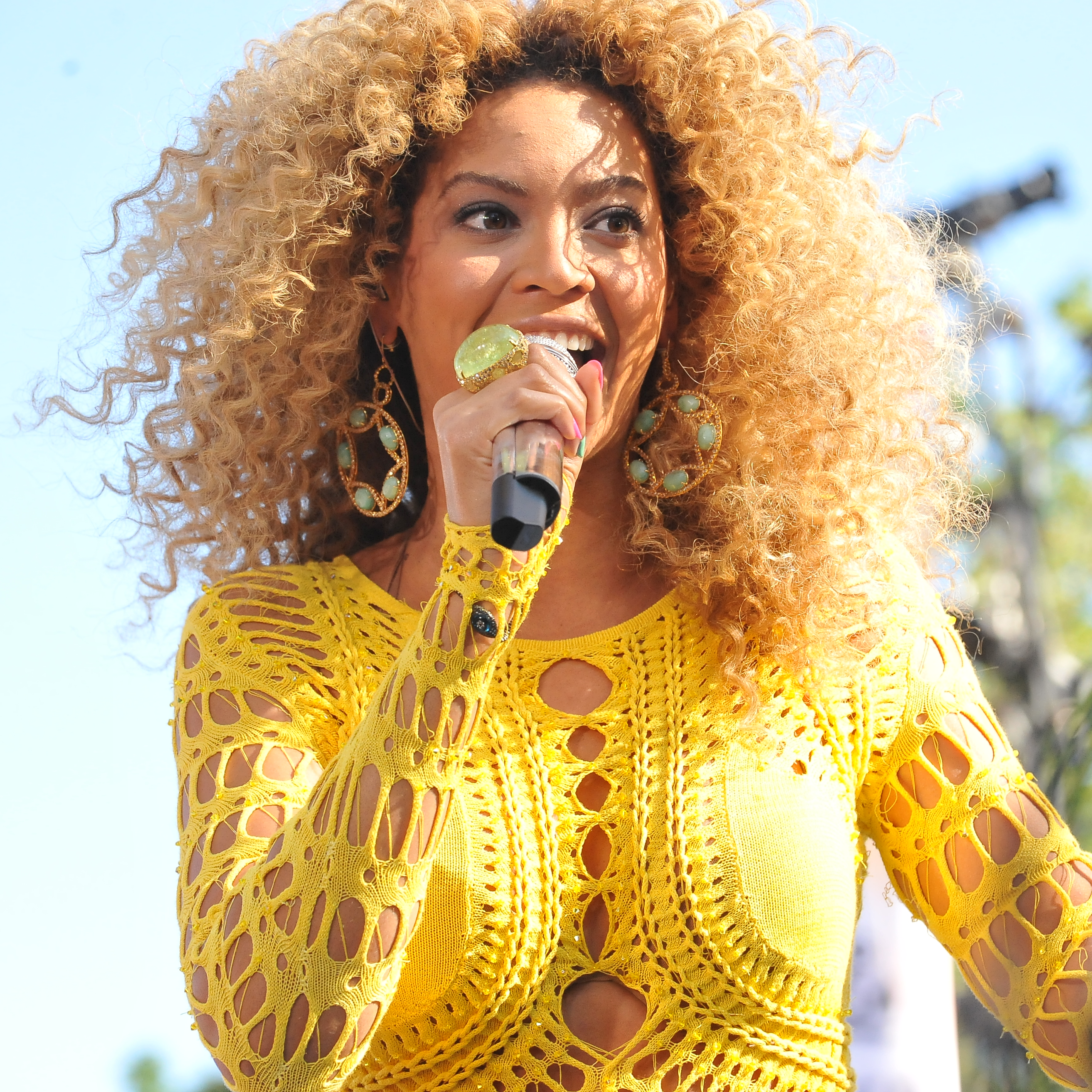
Бейонсе

Plinthina beyonceae (лат.) — вид насекомых из подсемейства Pangoniinae семейства слепней. Эндемик Австралии. Обнаружен в районе плато Атертон к западу от города Кэрнс на северо-востоке Квинсленда.

## Внешнее строение
Мухи коричневого цвета около 9 мм в длину. Глаза в волосках. Щупики округлые. Два первых членика усиков серовато-бурые, покрытые длинными чёрными волосками, конечный членик — буровато-жёлтый. Тергиты брюшка начиная с четвёртого в густых золотистых волосках. Крылья буро затемёные, мраморный рисунок почти не заметен. Последняя радиальная и первая медиальная жилки сливаются на крае крыла. Бёдра коричневые.

## Систематическое положение
Первоначально был описан в составе подрода Plinthina рода Scaptia, но в 2014 году роду Plinthina, придан статус самостоятельного рода.

## Этимология
Вид был назван в честь популярной американской певицы и актрисы Бейонсе (Beyoncé Knowles). Причём, типовой экземпляр был впервые собран в природе ещё в 1981 году (и с тех пор ровно 30 лет лежал в музейных коллекциях), как раз тогда, когда родилась знаменитая певица. Австралийский энтомолог Брайан Лессард (Australian National Insect Collection, CSIRO Ecosystem Sciences, Канберра) выбрал это имя благодаря наличию уникального признака: у нового вида кончик брюшка покрыт плотным слоем волосков ярко-золотистого цвета, что выделяет его среди близких видов. Лессард даже назвал новую муху «all-time diva of flies». Это открытие заинтересовало и музыкальную общественность в лице культового рок-журнала Rolling Stone.